# Alkofen

Wappen von Alkofen

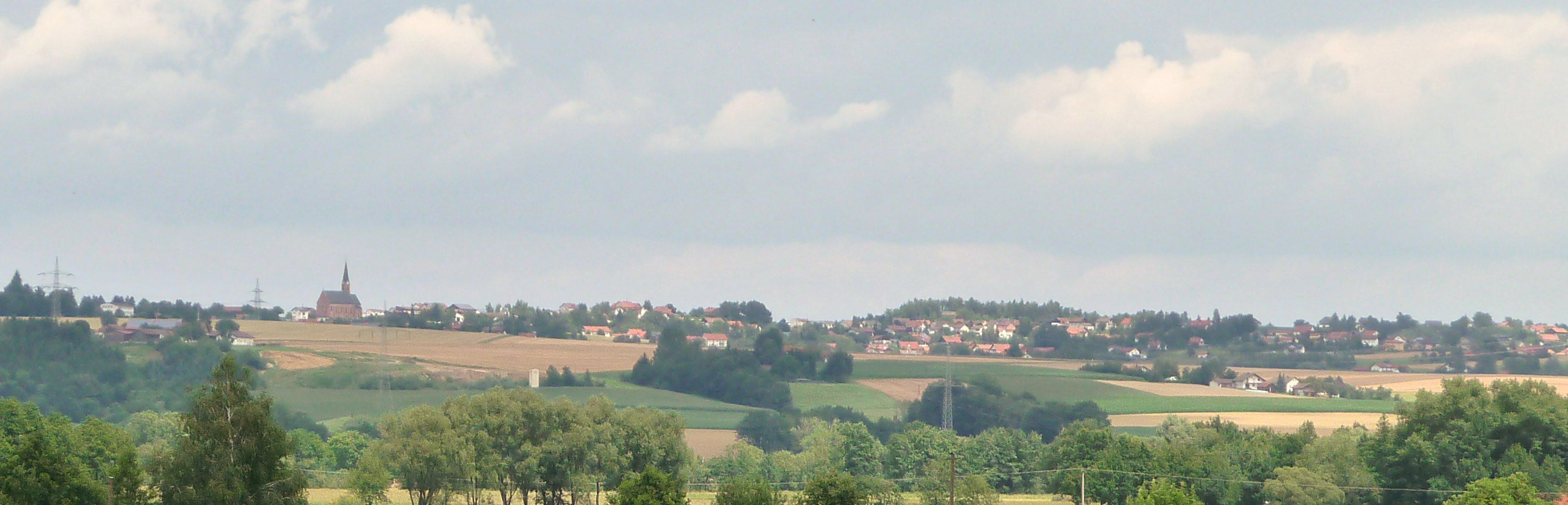
Blick auf Alkofen

Alkofen ist ein Gemeindeteil der Stadt Vilshofen an der Donau im Landkreis Passau in Bayern mit 4.289 Einwohnern (Stand 1. Januar 2024).

## Geographie
Schon vom Vilstal und dem Gäuboden weit her sichtbar, befindet sich in 414 m ü. NHN das Pfarrdorf Alkofen. Die höchste Erhebung des Ortes ist der Horiberg, der sich 430 m ü. NN befindet und Aussicht in die umliegenden Täler und den bayerischen Wald bietet. Bis nach Vilshofen an der Donau sind es ca. vier Kilometer, bis zur Stadt Passau ca. 30 km.
Nachbarorte sind Vilshofen an der Donau, Waizenbach, Aunkirchen, Schönerting, Forsthart und Pleinting. Das Kloster Schweiklberg liegt nur wenige Kilometer von Alkofen entfernt.

## Geschichte
Alkofen entstand aus den Bestrebungen des bayerischen Kurfürsten, seine Länder zu „peupelieren“, das heißt, auf öffentlichem Grund Siedlerstellungen zu schaffen, bäuerliche Kleinbetriebe, die eine Familie ernähren sollten. Vor 1800 gab es nur die Weiler Alkofen, Daxlarn, Dorf, einige Einödhöfe und das große Schweiklgut. Zwischen diesen bäuerlichen Siedlungen wurden nach 1800 vier Kolonien angelegt: Hennermais, Thannet, Schullering westlich von Alkofen, Pleckental östlich davon. Für die Kolonie Pleckenthal waren 48 Tagwerk, der Kurfürstliche Holzgrund zu Plaickenthal, vorgesehen, der parzelliert und an Siedlungswillige verkauft werden sollte. Bei der Versteigerung schlugen jedoch ein Vilshofener Bierbrauer und der Besitzer des Schweiklhofs zu und erwarben jeder die Hälfte. Sie bezahlten zwischen 20 und 60 Gulden je Hektar und verkauften in den folgenden Jahren den Grund in Kleinparzellen, die meisten davon nur einen halben Hektar groß, wobei sie für den Hektar bis zu 200 Gulden nahmen. Im Jahre 1829 lebten auf 40 Hektar Ackerland 59 Familien auf ebenso vielen Anwesen. Damit besaß Pleckental eine viel höhere Bevölkerungsdichte als die Stadt Vilshofen. Wie schwierig die sozialen Verhältnisse schon kurz nach der Gründung diese Kolonien waren, zeigt ein Bericht der Regierung des Unterdonaukreises aus dem Jahre 1816: „Alles wimmelt von Menschen. Die Hälfte bettelt, ein Viertel stiehlt!“ Hier wurden die negativen Folgen der Aufhebung der Grundherrschaft sichtbar.
1873 erhielt Pleckental daher eine eigene Gendarmeriestation, was für eine Landgendarmerie ganz ungewöhnlich war. „Zur Erhebung der Sittlichkeit“ wurde 1835 in Alkofen eine Schule errichtet.
Wenn auch von Pleckental 1918 der Versuch ausging, in Vilshofen eine sozialistische Revolution auszulösen, so haben sich die Verhältnisse nach dem letzten Krieg gebessert. Die Probleme sind weitgehend verschwunden. Am 1. Mai 1978 wurde Alkofen in die Stadt Vilshofen an der Donau eingemeindet.

## Religion und Bauwerke

### Pfarrkirche St. Josef

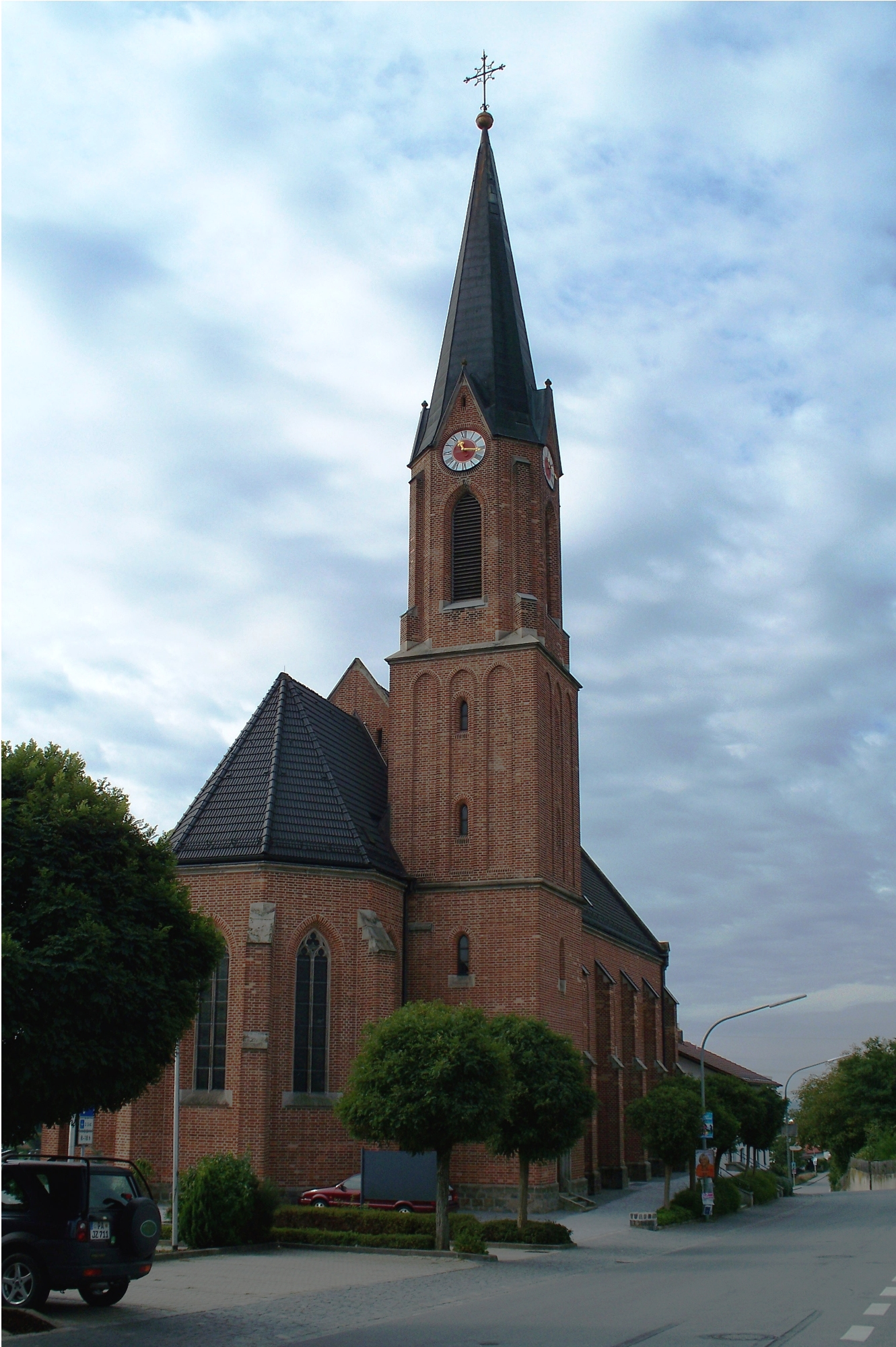
Pfarrkirche St. Josef

Im Jahre 1887 erhielt Alkofen eine eigene Expositur. Am 11. Juni 1891 legte man den ersten Stein der im neugotischen Stil erbauten Pfarrkirche. Architekt war der Münchner Johann Baptist Schott.
Am 2. November 1893 geschah die Erhebung der Expositur Alkofen zur Pfarrei und im Dezember benutzte die Alkofener Bevölkerung zum ersten Mal ihre eigene Pfarrkirche. Schließlich wurde am 15. April 1902 die Pfarrkirche durch den Bischof Anton von Henle aus Passau geweiht. Von weit her sieht man schon die im Backsteinbau errichtete Pfarrkirche. Gleich neben der Pfarrkirche befinden sich der Pfarrhof und das Pfarrzentrum, das für etliche Veranstaltungen genutzt wird.
Im Jahre 2006 wurden die Pfarreien Alkofen und Pleinting zu einem Pfarrverband zusammengelegt.

### Kapelle Maria Bründl

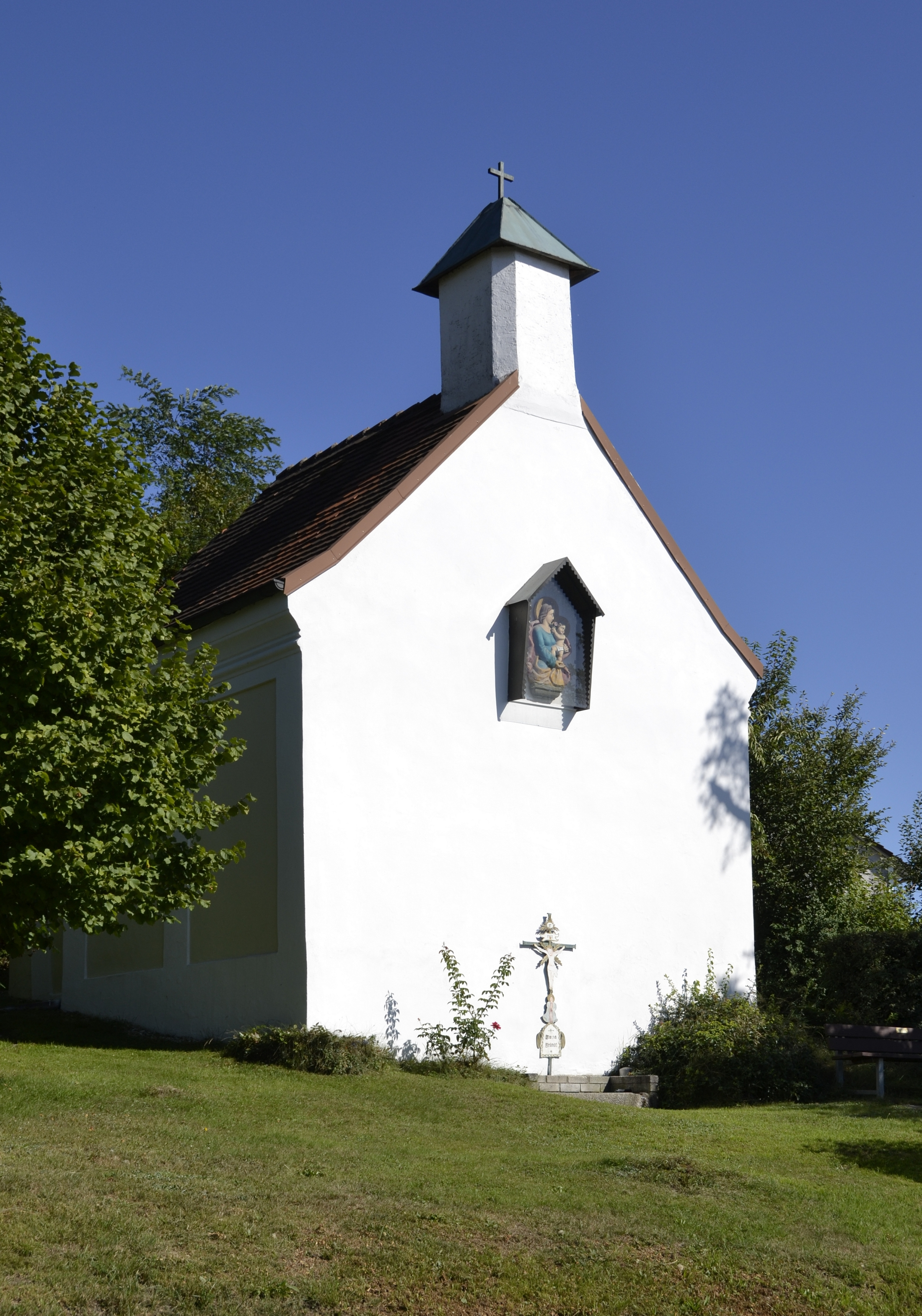
Die Bründlkapelle (2012)

Der Name der 1843 erbauten Kapelle Maria Bründl kommt von der Quelle, die hinter der Kirche gefasst und zum Brunnen vor das Kirchlein geleitet wird. Der Quelle, die schon lange vor der Erbauung der Kapelle bekannt war, sagt man seit alters her heilende Kräfte nach. Das Heilwasser lindert und heilt Augenleiden. Ein Eintrag aus der Pfarrchronik berichtet von einer Begebenheit, die wohl im Reich der Legenden anzusiedeln ist: Ein Schulknabe soll um das Jahr 1900 der geschnitzten Madonna in der Bündlkapelle alle Finger der rechten Hand abgeschnitten haben, eine Frau soll die Madonna deswegen „inhandl“ genannt haben und deshalb später ein Kind mit nur einer Hand geboren haben.

## Kultur

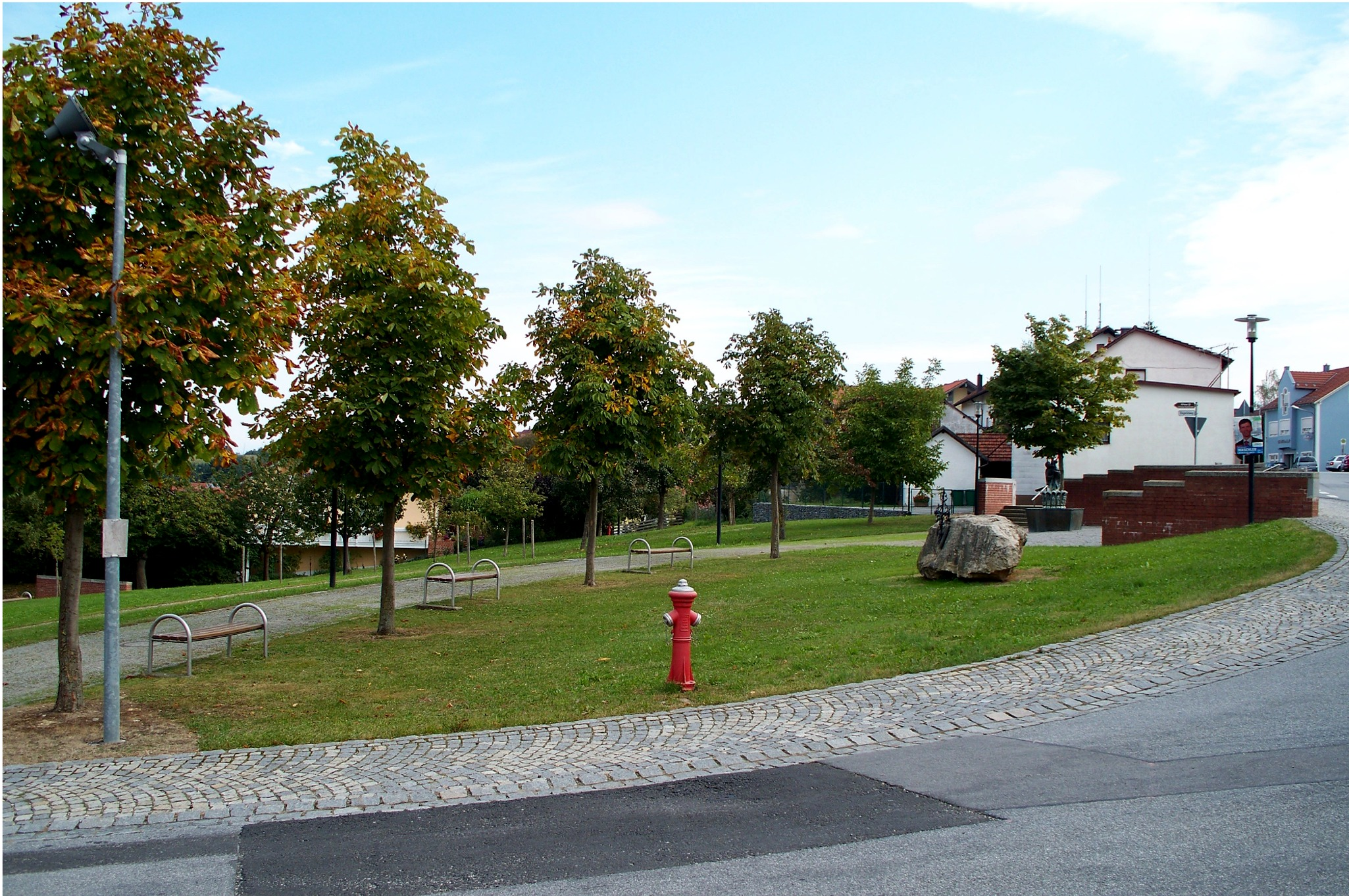
Der Dorfplatz von Alkofen

### Musik
Seit 1980 besteht der große Kirchenchor in Alkofen mit fast 30 Sängern aller Altersstufen. Seit einigen Jahren führt der Kirchenchor eigene Konzerte auf, die meistens im Herbst stattfinden.
Weitere musikalische Darbietungen bringt der Kinder- und Jugendchor dar.

### Theater
In Alkofen gibt es eine aktive Theatergruppe.

### Parks
Im Ortskern am Hans-Würdinger-Platz befindet sich der Dorfpark. Im Park befindet sich der Dorfbrunnen, der den 14 Nothelfern geweiht ist.

### Sport
Alkofen besitzt einen Sportplatz (FC Alkofen e. V.), sechs Tennisplätze (TC Alkofen), eine Schießsportanlage (SV Buch) und zwei Kegelbahnen.

### Tradition und Brauchtum
In Alkofen ist seit 1947 der Heimat- und Volkstrachtenverein d'Horibergler Alkofen e. V. ansässig.

## Wirtschaft und Infrastruktur

### Verkehr
Alkofen ist mit den Kreisstraßen PA 83 und PA 86 an Vilshofen an der Donau angebunden. Das Straßennetz des Landkreises Passau gewährt eine schnelle Anbindung an die B 8 und A 3. Der nächste Bahnhof befindet sich in Vilshofen an der Donau, von dem aus Nahverkehr in Richtung München und Regensburg sowie nach Passau besteht.

### Bildung
Die Ortschaft verfügt über einen Kindergarten und über eine Grundschule, die seit dem 1. August 2008 mit der Grundschule in Pleinting zur Grundschule Alkofen-Pleinting mit einem gemeinsamen Elternbeirat und einer Schulleitung zusammengefasst ist. Im Schuljahr 2020/2021 wurden 136 Schüler von neun hauptamtlichen Lehrkräften unterrichtet.